# برج بزرگ مسکو
برج بزرگ مسکو (به لاتین: Grand Tower) یک آسمان‌خراش در روسیه است که در مسکو واقع شده‌است.